# Jörgerbad

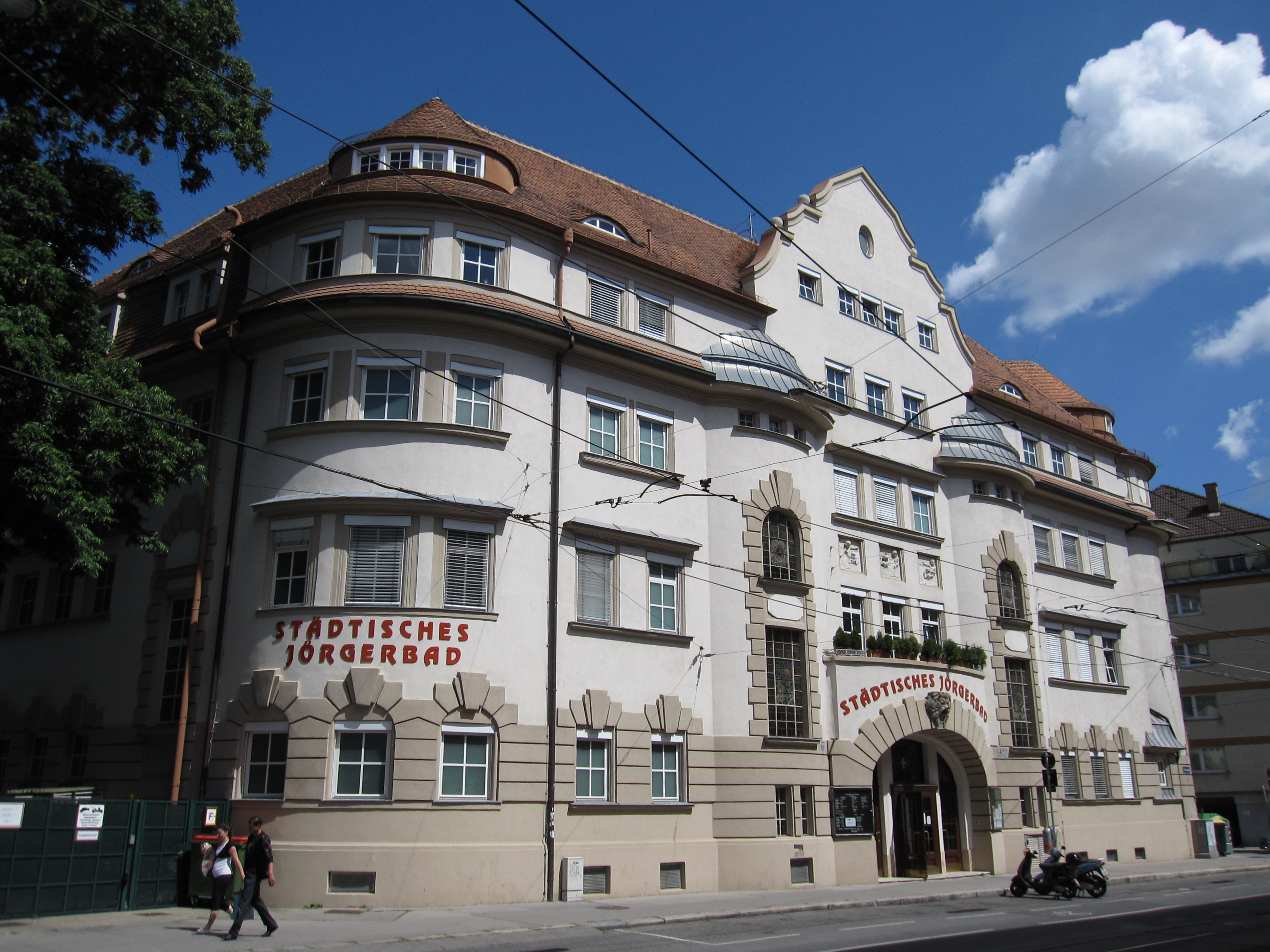
Das Jörgerbad der Stadt Wien

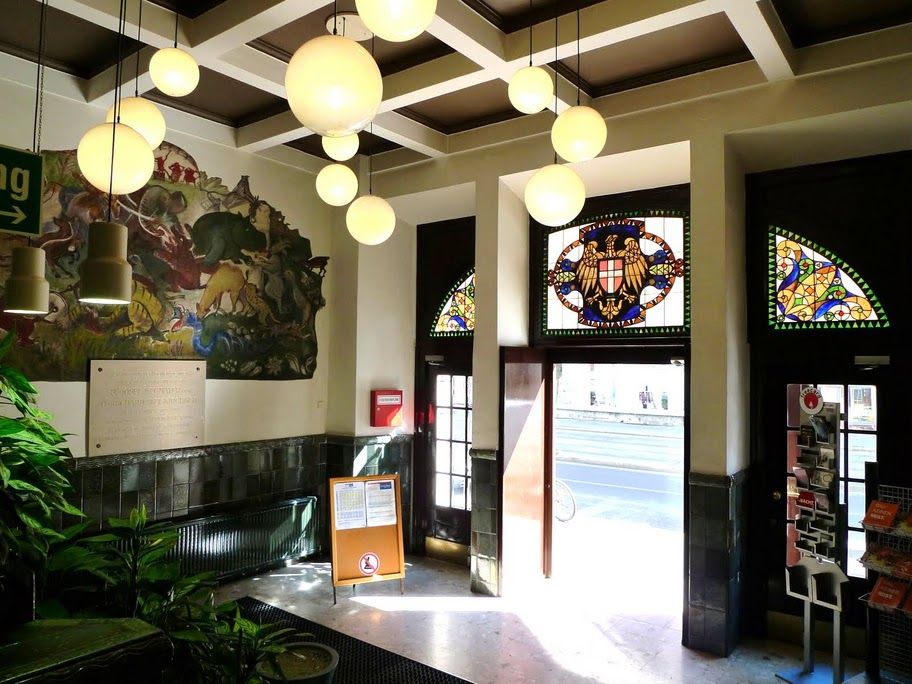
Eingangshalle

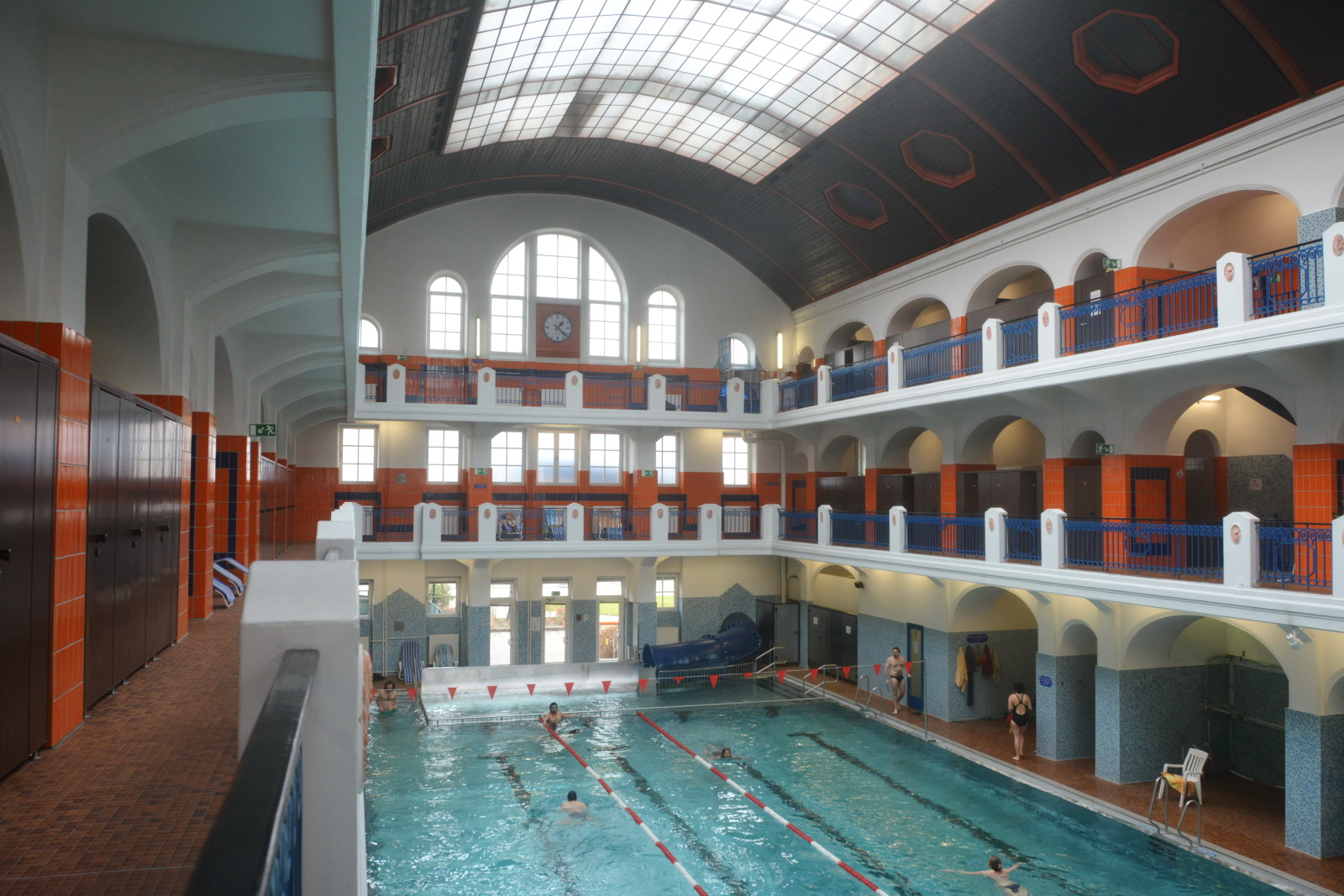
Schwimmhalle

Das Jörgerbad im 17. Wiener Gemeindebezirk Hernals ist das älteste bestehende Wiener Hallenbad und das erste Hallenbad in Besitz der Gemeinde Wien.

## Geschichte
Das Jörgerbad wurde in 20-monatiger Bauzeit als Wannen-, Dampf- und Hallenschwimmbad errichtet, am 22. Mai 1914 vom Wiener Bürgermeister Richard Weiskirchner eröffnet und in der Folge als „Kaiser-Franz-Joseph-Bad der Stadt Wien“ geführt. Den Namen „Jörgerbad“, nach seiner Adresse Jörgerstraße 42–44, zu Ehren von Graf Johann Quintin I. Jörger, erhielt das Bad erst nach dem Zusammenbruch der Donaumonarchie.
Der Bau wurde von Friedrich Jäckel (1876–1960), Heinrich Goldemund (1863–1947) und Franz Wejmola (Technik) geplant. Es handelt sich nicht nur um das erste städtische Hallenbad Wiens, es wurden auch durch die Errichtung eines eigenen Kinderbeckens erstmals beim Bäderbau in Wien Kinder berücksichtigt. Außerdem wurde hier erstmals die Geschlechtertrennung weitgehend aufgehoben, was Familien das gemeinsame Baden ermöglichte. Das Bad bot den 469 möglichen Benutzern von Herrendampfbad, Wannenbädern, Luft- und Sonnenbad und Schwimmhalle 274 Umkleidegelegenheiten in Form von Kabinen und Kästchen.
Architektonisch bemerkenswert ist das Glasdach der Schwimmhalle, welches sich öffnen lässt und eine Fläche von 16 mal 9 Metern frei gibt. Da der Bauplatz zu klein war, konnte das Schwimmbecken nicht in der für Schwimmwettkämpfe geeigneten Länge von 33 1/3 Metern (3 Längen = 100 Meter) errichtet werden, sondern hat ein Maß von 29 × 12,3 m.
Zwischen 1968 und 1978 wurde das Jörgerbad unter Erhaltung des baulichen Erscheinungsbilds technisch und baulich erneuert und an das Fernwärmenetz angeschlossen. Das im benachbarten Pezzlpark, seit 2019 Frederic-Morton-Park, gelegene Kinderfreibad wurde bei diesen Arbeiten in das Jörgerbad einbezogen, so dass sich dieses jetzt als kombiniertes Hallen- und Freibad präsentiert.
Im Jörgerbad werden neben dem Hallenbad mit Freibereich weiters noch Wannenbäder, Brausebäder, Dampfbäder, Sauna, Massage, Solarium, Restaurant und Saunabuffet angeboten.